# Omento

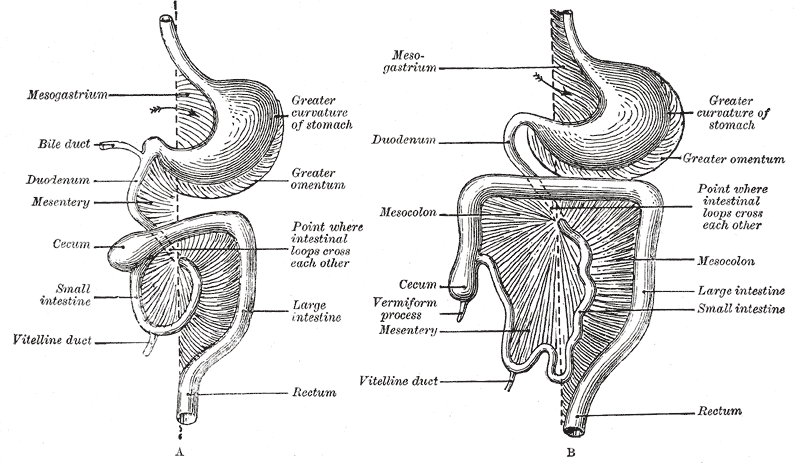

Omento, também chamado epíploon ou epíploo, é uma prega constituída por duas camadas de peritônio (revestimento mesotelial) e que liga os órgãos da cavidade abdominal. Não deve ser confundido com um ligamento (parte fibrosa que liga entre si os órgãos contíguos) ou com um meso (ligamento peritoneal entre a parede abdominal e  uma víscera) 
O peritônio apresenta dois omentos (ou epíploons):
- Omento menor ou pequeno epíploon, que  liga a pequena curvatura do estômago e a parte proximal do duodeno ao hilo hepático. A maioria das fontes divide-o em duas partes:
  - Hepatogástrico: do fígado à pequena curvatura do estômago;
  - Hepatoduodenal: do fígado à região proximal do duodeno. Contém o ducto colédoco (biliar comum), a artéria hepática própria e veia porta. Forma o forame omental ou forame de Winslow.

- Omento maior ou grande epíploon começa na grande curvatura do estômago e conecta o estômago ao diafragma, baço e cólon transverso; é longo, chegando a atingir a pelve. Divide-se em três partes:
- Ligamento gastrocólico, que vai da grande curvatura do estômago ao cólon transverso;[5]
- Ligamento gastroesplênico, que conecta a grande curvatura do estômago ao hilo esplênico;[6]
- Ligamento gastrofrênico, que é fixado ao diafragma. [7]

## Patologia
- Infarto do grande epíploon, que se traduz em uma síndrome dolorosa abdominal mais ou menos intensa e, na Tomografia, por um espessamento localizado do grande epiploon.
- Vôlvulo do mesentério que é um acidente mecânico correspondente à  rotação da raiz do mesentério sobre seu eixo e que provoca uma estenose do pedículo vascular mesentérico arterial e venoso.
- Tuberculose peritoneal, muito rara atualmente,  observada sobretudo em pessoas  transplantas ou imunodeprimidas.
- Carcinose peritoneal, que é a lesão mais frequente e se caracteriza pela invasão do peritônio por tumores malignos secundários,[8] geralmente associados a um  câncer de ovário, de pâncreas, de  estômago ou de mama.